# Antonio Giordano (politico)
Antonio Giordano (Napoli, 6 giugno 1964) è un politico italiano.

## Biografia
Alle elezioni politiche del 2022 viene eletto deputato per Fratelli d'Italia nel collegio plurinominale Sicilia 1 - 02.